# 堀川ひとみ
堀川 ひとみ（ほりかわ ひとみ、本名同じ、1977年6月25日 - ）は、日本のシンガーソングライター。福井県越前市出身。福井県立武生高等学校卒業、昭和女子大学卒業。血液型B型。
愛称は「ひーたん」。

## 概説
主に武蔵小杉（川崎市）・関内（横浜市）・蒲田でストリートライブを行う。全国ツアー開催[弘前・仙台・福井・静岡・名古屋・大阪・等]多忙のスケジュールをこなす活動をする。
ブログ等において自身がアスペルガー症候群であることを公表していて、発達障害の理解を広める活動もしている。
二十歳より東京でシンガーソングライターとしての活動開始。ソロやユニットで活動する傍らプレイステーションソフトpop'n music（KONAMI）やインディーズアーティストへ楽曲提供を行う。2004年に鬱病になり2年間の闘病後克服。2006年にかわさき音楽コンテスト優勝をきっかけに生活と活動の拠点を川崎・新丸子に移し、新たなソロ活動を始めた。
インディーズレーベルで2枚のアルバム『私の心 嘘だらけ』(2006年)、『幸せを信じられる人になりたいのです』(2007年)を発表。さらに3rd concept album 『最初の人』(2010年)し、株式会社うたの国を設立（代表取締役に就任）。近年では「take out songs-ぷぷちゃんセレクション-」(2013年)を発表している。
2011年4月から2014年9月にかけては、堀川自身がパーソナリティを務めるラジオ番組『Dream Kingdom　堀川ひとみのうたの国から』をかわさきエフエムに於いて放送、最後期には「毎月第1・第3金曜日の18時半から19時」に放送されていた。当該番組については通常のFM放送に加えてサイマル放送も実施しており、更に過去放送分についてはポッドキャストやボイスブログにアップされていることから、現在でも過去放送分音声に関しては基本的にインターネット接続環境を保有していれば全国どこからでも聴取可能となっている。

## これまでの音楽人生[9]

### 幼少～中学時代
- 作品

なし
- 代表曲

「ジョンのうた」「走れSL」
- 活動内容

ピアノは3歳から。作曲は5歳から。小学校前には父親が買ってきた喜多郎のCDを好んで聴いていた。このころの基本スタイルは、基本フレーズがだいたい決まっていて、それを元に即興で気がすむまで弾くというものだった。
小学校に入りヤマハ音楽教室専門コースに在籍。JOC（ジュニアオリジナルコンサート）では地区大会まで進出。
中学3年生のとき、CHAGE&ASKAの影響で文化祭でツインボーカルバンドを結成。POPSも作ってみたいと考え出す。

### 高校時代
- 作品

チャレンジ文化祭1995 CD
- 代表曲

「WALK～風を受けて～」「ジングル『もしも馬でなく牛に乗って急いだら』」
- 活動内容

一年生の頃からPOPS制作に重点を置くようになる。「如月涼（きさらぎ・りょう）」のアーティストネームで文化祭の舞台に毎年立つ。
制作したジングルがNHK-FM「ロックン天国」（司会：つんく）で紹介される。
三年生の時、中学時代に組んだボーカルユニットの相方とともに作ったデモが進研ゼミ主宰「チャレンジ文化祭」の優秀賞に輝き、CDが制作されて進研ゼミ高校講座の会員全員に配られた。
この時のレコーディングは東芝EMI STUDIO TERRAにて行われた。

### 大学入学～miu∽myu結成まで
- 作品

「はじめまして」「いぢめる？」「Horikawa Hitomi Assort」「えびす屋人力車の歌」（たろうの楽曲。アレンジ担当）「いつか見た夢のように」（洋一郎のアルバム。アレンジ担当）
- 代表曲

「片想い」「Atrantic Fantasy～大西洋の真ン中で～」「ぎゅ。～好きで好きでたまらない～」「Edelweiss～森の幻影～」「青い瞳の少女」「禁断のmy dream」「Alien」
- 活動内容

大学進学に伴い上京。大学二年の秋より活動開始。アーティストネームは「ひとみ」。一時期aquΛ（アクア）を経て本名の堀川ひとみになる。「渋谷サロン・ド・リベルテ」にて美海ゆみ子が歌う日本語シャンソンに影響を受け、作曲中心から「うたうこと」に重点を置くようになる。
大学四年のとき、伊藤昭彦と出会い、音楽活動を通じてユニットmiu∽myu（みうみう）の結成に至る。
このころ公式サイト「禁断のmy room」を開設。

### miu∽myu（みうみう）時代
- 作品

「DEMO#1薄氷」「THE DEMO#2miu∽myu」DVD「BEAT VEKTOR 001」その他ポップンミュージックサントラを3枚。
日活映画「輪舞曲（ロンド）」に音楽制作チームとして参加。映画にはストリートミュージシャンでエキストラ出演。
書籍「pop'n music BOOK!ポップンな関係EXTRA」（インタビュー掲載）
- 代表曲

「物語～stories～」「理由」「纏舞曲～Hysteric Rondo～」「SHOW TIME」楽曲提供作品
- 活動内容

2000年に伊藤昭彦とユニット活動開始。ギターと歌のシンプル且つアコースティックな曲が大半を占める。
初めてのライブで奥華子と対バン。KONAMIの音ゲー「ポップンミュージック」に楽曲提供する。
2006年8月ユニット活動を休止。

### miu∽myu並行ソロ時代（第一期）
- 作品

「入荷しました」「都庁前までお願いします」「はぴはぴGROOVE!～あなたにおちるスパイラル～」「平成デモクラシー」（3曲提供）「U-Boot2」（1曲提供）
- 代表曲

「都庁前までお願いします」「はぴはぴGROOVE!～あなたにおちるスパイラル～」「Edelweiss～森の幻影～」「庶民の生活」「好きなんです」「限りなく優しい夢の恩人」
- 活動内容

miu∽myuで活動しながらソロ活動も並行して行うようになる。ソロライブでは「抜き打ちハンカチ落とし」「人間サンプラー」といわれるユニットではできなかった遊びも行った。
祖母の死をきっかけに「限りなく優しい夢の恩人」を作曲。

### miu∽myu並行ソロ時代（第二期）
- 作品

カットビCD「positive thinking」
- 代表曲

「positive thinking」「庶民の生活」「あめ　あめ　ざざざ」
- 活動内容

鬱病時代。作品はかっとんだ元気のあるピコピコした歌モノと癒し系インストに両極化。男装歌手「ホリカワヒトム」としても活動。さらにバンド「堀川飛登美的楽団」も結成してライブ活動を行った。
ネット上では現在でいうポッドキャストによる番組配信、楽曲配信を行った。番組はリスナーから寄せられたかっとんだ詞で作曲するなどマニアな人気を得ていた。
音楽配信SNSレコミュニ（現OTOTOY）にて「positive thinking」がランキング一位を獲得。
柏ストリートブレイクにて決勝大会まで勝ち残る。

## アルバム[9]

### 1st concept album「私の心 嘘だらけ」
2006年12月3日発売。
- 1 前奏曲-何かがおかしい。でも、それが何かわからない。-
- 2 Loop
- 3 私の心 嘘だらけ
- 4 心に静かな春が(Instrumental)
- 5 私のために うたう歌
- 6 私の心 嘘だらけ-sayonara-

### 2nd concept album「幸せを信じられる人になりたいのです」
2007年10月20日発売。
- 1 Introduction.
- 2 月の祈り
- 3 会いたいよ
- 4 存在
- 5 贅沢ﾓﾝのDADADANCE
- 6 恋のBlues
- 7 悲鳴
- 8 壁にもたれて (Instrumental)
- 9 幸せを信じられる人になりたいのです
- 10 幸せでいるために
- 11 End Credits (Instrumental)
- 12 Trailer (Silence)

### 3rd concept album　「最初の人」
2010年1月13日発売。2枚組
sideA
- 1 introduction
- 2 ねじれの世界
- 3 教えてください人間様
- 4 侵略
- 5 どうしてわかってくれないの？
- 6 自傷

sideB
- 1 welcome to sideB
- 2 瀕死のバラード
- 3 最初の人
- 4 いくじなし
- 5 うたの国
- 6 ねぇ
- 7 明日難民～それでも明日を生きるには？～
- 8 fin